# Euchresta formosana
Euchresta formosana är en ärtväxtart som först beskrevs av Bunzo Hayata, och fick sitt nu gällande namn av Jisaburo Ohwi. Euchresta formosana ingår i släktet Euchresta och familjen ärtväxter. Inga underarter finns listade i Catalogue of Life.